# Day & Lara
Day & Lara é uma dupla sertaneja brasileira formada em Goiânia, Goiás pelas cantoras, compositoras e instrumentistas Dayane "Day" de Oliveira Camargo (Goiânia, 17 de agosto de 1993) e Lara Menezes da Silva (Lagoa Formosa, 1 de dezembro de 1994) em 2016.
O primeiro álbum da dupla, intitulado (...) e gravado em 2 de agosto de 2016 em Goiânia, contou com participação especial das duplas Maiara & Maraisa e Munhoz & Mariano.

## Biografia

### Day Camargo
Dayane de Oliveira Camargo nasceu e cresceu em Goiânia, Goiás, em 17 de agosto de 1993, filha de Werley José de Camargo, o Camargo da dupla Cleiton & Camargo. Antes de ingressar no sertanejo, morou nas proximidades de Barueri, São Paulo, onde gravou dois álbuns gospel, um em 2009 e o outro em 2013, além de ter cursado teologia aos 16 anos e ter tentado ingressar na área de direito.

### Lara Menezes
Lara Menezes da Silva nasceu em Lagoa Formosa, Minas Gerais, em 1º de dezembro de 1994, e foi criada em Patos de Minas, município do mesmo estado. Foi incentivada pelo seu pai e cantou com seu irmão por 12 anos. Decidida em prosseguir na carreira musical, mudou-se de Patos de Minas para Goiânia em 2014.

### Vida pessoal
Em entrevista ao site Ego, Day, que é sobrinha de Zezé Di Camargo & Luciano, revelou que optou por não utilizar o sobrenome Camargo em seu nome artístico: “Não dá para fugir, porque faz parte de mim. O sobrenome é meu, de fato sou filha, sou sobrinha, e não tenho vergonha alguma de ser neta de Francisco. [...] A gente não costuma misturar: família, família, negócios à parte. O que eles nos dão sempre são conselhos. [...]”

## Carreira

### 2015: Primeiro contato e gravações
Em 25 de maio de 2015, conheceram-se através de amigos e desde então já fizeram mais de 350 composições que foram gravadas por diversos cantores, como Gusttavo Lima, Maiara & Maraisa, Zé Neto & Cristiano, Loubet, Lucas Lucco, Bruno & Barretto, Munhoz & Mariano, Simone & Simaria, Wesley Safadão, Zé Felipe, entre outros.

### 2016: Lançamentos iniciais
Em outubro de 2016, 12 composições da dupla ocupavam simultaneamente o Top 100 da Billboard. O primeiro DVD da dupla  intitulado (...) Ao Vivo, foi gravado em Goiânia no ano de 2016, e foi indicado ao Grammy Latino. A música “Até Ex Duvida”, gravada com a dupla Maiara & Maraisa foi considerada o "hino" das mulheres e alcançou a marca de mais de vinte milhões de visualizações no YouTube.

### 2018–20:Traçoselive Vai Ser Bão Pra Láive
Em Março de 2018 lançaram o single "Meu Coração Não Chora Urra" com participação do cantor Gusttavo Lima.
Em janeiro de 2019, Day & Lara lançaram seu segundo DVD, Traços, pela gravadora Warner Music Brasil. O álbum foi gravado no dia 26 de abril de 2018, na mansão da cantora Naiara Azevedo, em Goiânia, e teve as participações especiais da própria Naiara e da dupla Marcos & Belutti.  Em maio do mesmo ano gravaram o single " Faz Comigo Outra Vez" com participação do funkeiro Jerry Smith e em agosto, lançaram o terceiro DVD da carreira intitulado "Vai Ser Bão Pra Lá", com 1 música inédita e 16 regravações do sertanejo raiz. O projeto contou com as participações de Zezé Di Camargo & Luciano,Edson & Hudson, Di Paullo & Paulino, Cleiton & Camargo e Fátima Leão.
Em março de 2020 a dupla lançou o single "Termina Mas Não Trai" nas plataformas digitais e no canal oficial do Youtube. O clipe da música já conta com mais de 4 milhões de visualizações.
Em maio de 2020 a dupla realizou uma live social em seu canal no Youtube, chamada de "Vai Ser Bão Pra Láive" que contou com diversos hits, lançamentos e o melhor do sertanejo de 2020, liderando a seção de videos em alta do Youtube.

## Discografia

### Álbuns ao vivo
| Álbum              | Detalhes                                                                                           |
| ------------------ | -------------------------------------------------------------------------------------------------- |
| (...)              | - Lançamento: 23 de setembro de 2016 - Formato: CD, DVD, download digital - Gravadora: Sony Music  |
| Traços             | - Lançamento: 9 de novembro de 2018 - Formato: CD, DVD, download digital - Gravadora: Warner Music |
| Vai Ser Bão Pra Lá | - Lançamento: 16 de agosto de 2019 - Formato: CD, DVD, download digital - Gravadora: Warner Music  |
| Resenha das Braba  | - Lançamento: 11 de julho de 2025 - Formato: download digital - Gravadora: Cubo Music              |

### Singles
| Ano  | Título                                            | Melhor posição | Álbum                         |
| Ano  | Título                                            | BRA            | Álbum                         |
| ---- | ------------------------------------------------- | -------------- | ----------------------------- |
| 2016 | "Até Ex Duvida" (ft. Maiara & Maraisa)            | 27             | (...)                         |
| 2017 | "Digitando"                                       | 6              | (...)                         |
| 2017 | "Enquadra"                                        | —              | Não adicionado a nenhum álbum |
| 2018 | "Meu Coração Não Chora, Urra" (ft. Gusttavo Lima) | 26             | Traços                        |
| 2018 | "Mendigando Sentimento"                           | 41             | Traços                        |
| 2018 | "Movimento No Talento" (con MC Kelvinho)          | —              | Não adicionado a nenhum álbum |
| 2019 | "Faz Comigo Outra Vez" (ft. Jerry Smith)          | —              | Não adicionado a nenhum álbum |
| 2020 | "Termina Mas Não Trai"'                           | —              | Não adicionado a nenhum álbum |
| 2021 | "Tantão assim "                                   | —              | Não adicionado a nenhum álbum |
| 2021 | "Escuta aí "                                      | —              | Não adicionado a nenhum álbum |
| 2023 | "Exqueceu"                                        | 93             |                               |